# Adelheid Hirschbichler
Adelheid Hirschbichler (* 1959) ist eine österreichische Politikerin (SPÖ). Sie war von 2004 bis 2018 Abgeordnete zum Salzburger Landtag und hat einen Sohn.

## Leben
Hirschbichler war Bausparkassenmitarbeiterin und ist derzeit Landesgeschäftsführerin des Österreichischen Gewerkschaftsbundes in Salzburg. Bereits 1977 war sie zur Landesvorsitzenden der GPA Jugend Salzburg gewählt worden. Zudem ist sie Kammerrätin der Arbeiterkammer Salzburg und Fachkundige Laienrichterin am Arbeits- und Sozialgericht in zweiter Instanz am Oberlandesgericht Linz.
Hirschbichler wurde am 28. April 2004 als Abgeordnete zum Landtag angelobt und war Bereichssprecherin für Konsumentenschutz und Europa. Nach der Landtagswahl in Salzburg 2018 schied sie aus dem Landtag aus.
2019 erwarb sie gemeinsam mit mehreren Familienmitgliedern den ASKÖ-Sportbauernhof in Waldzell im Innviertel.